# Radon-Transformation
Die Radon-Transformation ist eine Integraltransformation einer Funktion in zwei Variablen. Es wird das Linienintegral der Funktion {\displaystyle f(x,y)} längs aller Geraden der {\displaystyle x}-{\displaystyle y}-Ebene bestimmt. Für jede dieser Geraden kann man sich die Radon-Transformierte {\displaystyle Rf} als eine Projektion der Funktion {\displaystyle f(x,y)} auf eine dazu senkrechte Gerade vorstellen. Die Radon-Transformation ist mit der Fourier-Transformation verwandt und stellt in zwei Dimensionen eine Verallgemeinerung der Abel-Transformation und einen Spezialfall der Hough-Transformation dar. Die auf komplexe Zahlen erweiterte Variante wird als Penrose-Transformation bezeichnet.
Die Radon-Transformation ist nach dem österreichischen Mathematiker Johann Radon benannt. Er führte sie 1917 in der Veröffentlichung Über die Bestimmung von Funktionen durch ihre Integralwerte längs gewisser Mannigfaltigkeiten ein. Eine wichtige praktische Anwendung dieser Transformation, genauer der Rücktransformation, liegt in der Computertomographie zur Bildgewinnung.

## Definition
Sei {\displaystyle f\colon \mathbb {R} ^{2}\rightarrow \mathbb {R} } stetig und außerhalb eines Kreises von endlichem Radius identisch Null und sei {\displaystyle \gamma } eine Gerade, die durch den Winkel {\displaystyle \alpha } zur x-Achse und ihren Abstand {\displaystyle r} zum Ursprung definiert ist. Dann ist die Radon-Transformation gegeben durch das Linienintegral von {\displaystyle f(x,y)} entlang {\displaystyle \gamma }.
{\displaystyle Rf(\gamma )=\int _{\gamma }f(x,y)\,\mathrm {d} s}
Die Gerade {\displaystyle \gamma } lässt sich parametrisieren als {\displaystyle (x(t),y(t))=(r\cos \alpha +t\sin \alpha ,r\sin \alpha -t\cos \alpha )}. Damit lässt sich das Linienintegral auch schreiben als
{\displaystyle Rf(r,\alpha )=\int _{-\infty }^{\infty }f(r\cos \alpha +t\sin \alpha ,r\sin \alpha -t\cos \alpha )\,\mathrm {d} t.}

## Rücktransformation
Die Rücktransformation kann mit Hilfe der gefilterten Rückprojektion oder über den Umweg der Fourier-Transformation unter Berücksichtigung des Zentralschnitt-Theorems erfolgen.
Das Problem der Rücktransformation ist ein schlecht gestelltes Problem, weil die Lösung keine stetige Funktion der Eingangsdaten ist. Um das Problem dennoch hinreichend genau zu lösen, können Regularisierungstechniken oder iterative Verfahren angewandt werden.

## Anwendung der Radon-Transformation
In der Tomographie werden die Integrale einer Funktion über Geraden bestimmt und mittels inverser Radonprojektion daraus Bilder berechnet. Beispielsweise wird in der Computertomographie mit Röntgenstrahlung die Absorption der Strahlung längs einer Geraden von der Röntgenquelle zu einem Detektor, also das Integral über die Absorption, bestimmt. Statt Röntgenstrahlen können auch andere Strahlen wie Gammastrahlung wie bei der Positronen-Emissions-Tomographie zur Anwendung kommen. Die Messung erfolgt in all diesen Varianten für sehr viele solche Geraden in einer Ebene, in welcher viele Detektoren und viele Positionen der Strahlenquelle um das zu durchleuchtende Objekt bewegt werden. Es wird dabei die Radontransformation der Strahlenabsorption bestimmt, wenngleich auch nur für endlich viele Werte der beiden Parameter. Aus diesen Werten lässt sich mit Hilfe der Rücktransformation das zweidimensionale Bild gewinnen. Das Aneinanderreihen mehrerer solcher zweidimensionaler „Schnittbilder“ ergibt ein dreidimensionales Bild.
Zur Bewertung der bildgebenden Algorithmen werden Testbilder eingesetzt, wie nachfolgend an dem Shepp-Logan-Testbild dargestellt. Das Shepp-Logan-Testbild stellt eine Grafik dar, wie sie in ähnlicher Form in der medizinischen Diagnostik vorkommt, eine vereinfachte Schnittdarstellung durch den menschlichen Kopf:

Shepp-Logan-Bildsequenz
Originalbild (Shepp-Logan-Testbild)
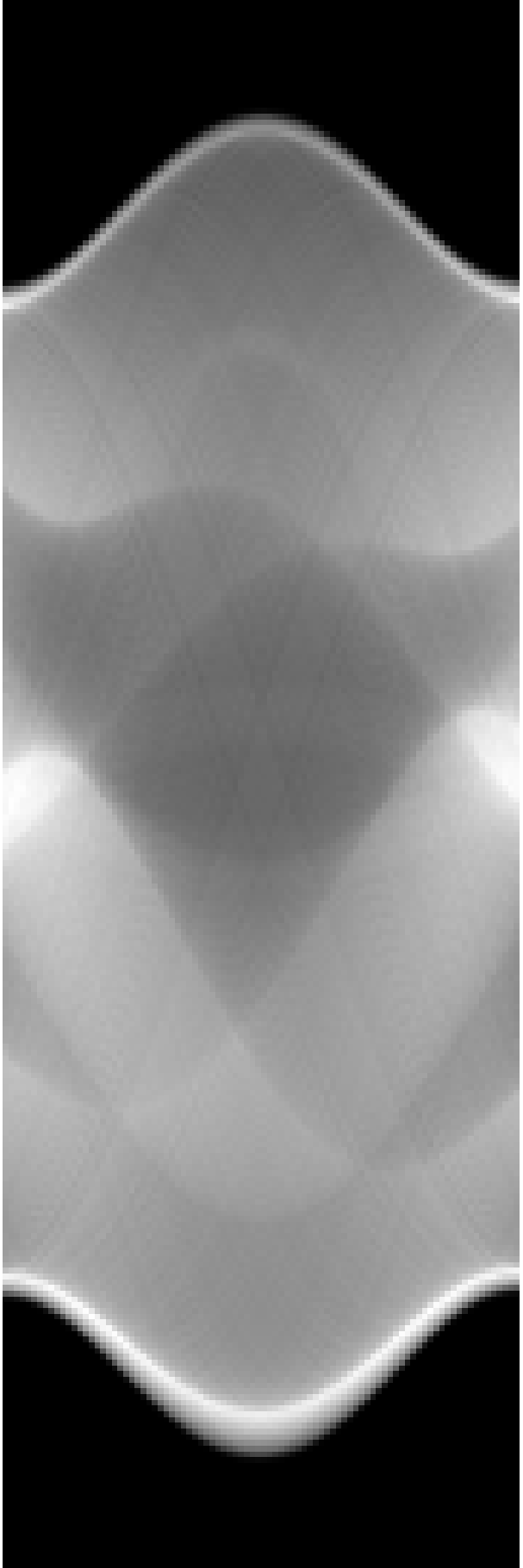
Radon-Transformierte des Originalbildes. Berechnet über 180° in 2°-Schritten.
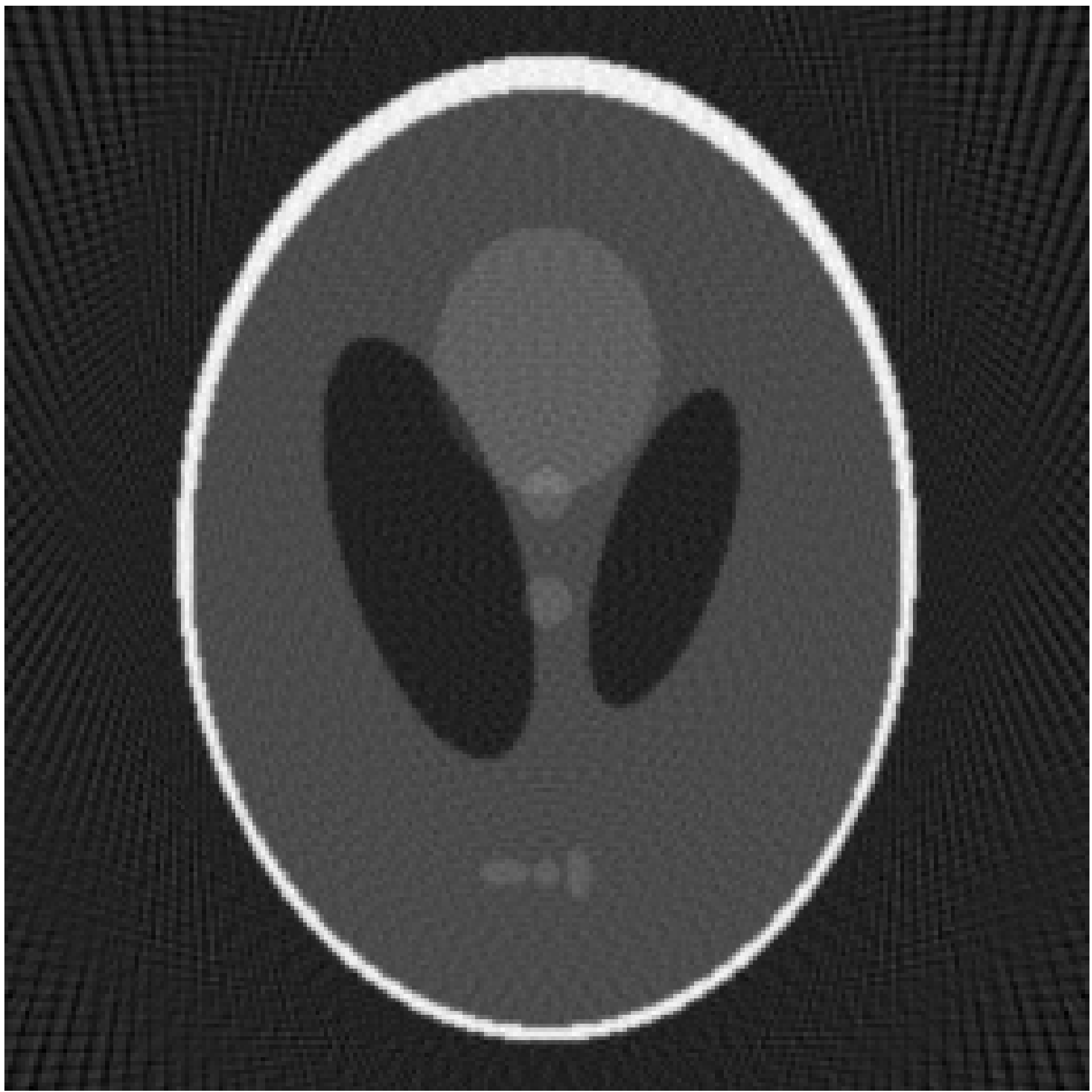
Das rücktransformierte Bild mit durch die endliche Auflösung bedingten Artefakten